# Niels Holm (Politiker)
Niels Holm (* 4. September 1936 in Nuuk; † 8. November 1999 ebenda) war ein grönländischer Übersetzer und Landesrat.

## Leben
Niels Holm war der Sohn des Udstedsverwalters Adolf „Ado“ Lars Regner Edvard Holm (1914–?) und der Kauffrau Ane Mariane Jensine Lynge (1913–?). Über seine Mutter war er ein Enkel von Niels Lynge (1880–1965) und somit ein Neffe von Klaus Lynge (1902–1981), Hans Lynge (1906–1988) und Cecilie Lund (1917–1999). Er war verheiratet mit Susanne Kristiansen.
Niels Holm wurde als Polizist ausgebildet und leitete die Polizeistation in Narsaq. Von 1972 bis 1975 war er selbstständig. Anschließend arbeitete er als Dolmetscher im Landesrat, bevor er bis 1979 Übersetzer für die Atuagagdliutit war. Nebenher half er auch als Übersetzer bei der grönländischen Kommunalvereinigung KANUKOKA, bei der er 1979 festangestellt wurde und der er später auch als Berater diente. In seiner Freizeit betätigte er sich als Fotograf.
Er trat 1967 als Stellvertreter für den verstorbenen Erik Egede in Grønlands Landsråd ein, wo er bis zum Ablauf der Legislaturperiode 1971 blieb. Von 1975 bis 1979 war er Mitglied im Rat der Gemeinde Nuuk. Er starb im Herbst 1999 nach langer Krankheit im Alter von 63 Jahren.